# Phlugiolopsis minuta
Phlugiolopsis minuta is een rechtvleugelige insectensoort uit de familie van de sabelsprinkhanen (Tettigoniidae).
Phlugiolopsis minuta werd voor het eerst wetenschappelijk beschreven door Tinkham in 1943.